# Rhinogobius flavoventris
Rhinogobius flavoventris är en fiskart som beskrevs av Herre 1927. Rhinogobius flavoventris ingår i släktet Rhinogobius och familjen smörbultsfiskar. Inga underarter finns listade i Catalogue of Life.